# Speech Synthesis Markup Language
Speech Synthesis Markup Language(SSML)、または音声合成マークアップ言語（おんせいごうせいマークアップげんご）は、音声合成アプリケーション用のXMLベースマークアップ言語。W3Cの音声ブラウザ作業部会によって制定され、W3Cはその使用を勧告している。最初の草案は2000年8月8日に出され、2004年9月7日にバージョン1.0がW3C推奨になった。2010年9月7日にはバージョンが1.1がW3C推奨になった。なお、W3Cの音声ブラウザ作業部会は2015年10月12日に解散している。
インタラクティブ電話システムでVoiceXMLスクリプトと併用されることも多いが、オーディオブック作成などでは単独で使用される。デスクトップ向けアプリケーションではApple社の内蔵スピーチコマンドやマイクロソフト社のSAPI音声合成マークアップ言語（XMLベース）が使われることも多い。
SSMLはサン・マイクロシステムズ社のJava Speech Markup Language(JSML)に基づいているが、SSML勧告の開発自体は主に音声合成ソフトのベンダーによって行われた。マークアップで指定されていない場合は音声合成プロセッサーの判断にゆだねられることも多いため、HTMLやC言語の標準よりも緩いものとなっている。

## SSMLドキュメントの例
```
<!-- ?xml version="1.0"? -->

<speak
 
xmlns=
"http://www.w3.org/2001/10/synthesis"

       
xmlns:dc=
"http://purl.org/dc/elements/1.1/"

       
version=
"1.0"
>

  
<metadata>

    
<dc:title
 
xml:lang=
"en"
>
Telephone
 
Menu:
 
Level
 
1
</dc:title>

  
</metadata>

  
<p>

    
<s
 
xml:lang=
"en-US"
>

      
<voice
 
name=
"David"
 
gender=
"male"
 
age=
"25"
>

        
For
 
English,
 
press
 
<emphasis>
one
</emphasis>
.

      
</voice>

    
</s>

    
<s
 
xml:lang=
"es-MX"
>

      
<voice
 
name=
"Miguel"
 
gender=
"male"
 
age=
"25"
>

        
Para
 
español,
 
oprima
 
el
 
<emphasis>
dos
</emphasis>
.

      
</voice>

    
</s>

  
</p>

</speak>

```